# 동위효소
동위효소(同位酵素, 영어: allozyme)는 동일한 유전자 자리에 있는 다른 대립유전자의 산물로 다른 동위효소와 구조적으로 다르지만 기능적으로는 같은 화학 반응을 촉매하는 효소이다. 반면에 동질효소는 다른 유전자 자리에 있는 유전자의 산물로 다른 동질효소와 구조적으로는 다르지만 기능적으로는 같은 화학 반응을 촉매하는 효소이다.
동위효소는 특정 문과 계의 전반에 걸쳐 높은 수준의 기능적 진화 보존을 나타내는 일반적인 생물학적 효소이다. 이것들은 계통발생학자들에 의해 서로 다른 종 간의 진화 역사와 관계를 측정하는 분자 표지자로 사용된다. 이것은 동위효소가 동일한 구조를 가지고 있지 않기 때문에 가능하다. 이는 모세관 전기영동으로 분리할 수 있다. 그러나 일부 종은 많은 동위효소에 대해 단일형이어서 계통발생학자가 이들 종의 진화 역사를 평가하기가 어렵다. 이러한 경우에 계통발생학자들은 종의 진화 역사를 결정하기 위해 다른 방법을 사용해야 한다.
이러한 효소는 일반적으로 DNA를 복구하고 복제하는 효소인 DNA 중합효소와 같이 모든 생명체에서 흔히 볼 수 있는 매우 기본적인 기능을 수행한다. 이 효소의 중요한 변화는 생명체의 진화 역사에서 중요한 사건을 반영한다. 예상대로 DNA 중합효소는 문과 계 사이의 아미노산 서열에서 비교적 작은 차이를 보인다.
여러 종 간의 비교에 사용할 동위효소를 선택하는 열쇠는 모든 생물체에 여전히 존재하면서 가능한 한 변이가 있는 동위효소를 선택하는 것이다. 종에 있는 효소의 아미노산 서열을 비교함으로써 더 밀접하게 관련된 종에서 더 많은 아미노산 유사성을 볼 수 있어샤 하고, 관련이 더 먼 종 사이에는 더 적은 아미노산 유사성을 보여야 한다. 효소가 더 잘 보존될수록, 심지어 밀접하게 관련된 종에서도 더 많은 아미노산의 차이가 존재할 수 있다.

## 같이 보기
- 동질효소
- 비교유전체학
- 계통학
- 분자계통학
- 분자 진화
- 상동성